# ایستگاه یونیون (تی‌تی‌سی)
ایستگاه یونیون (انگلیسی: Union station) یک ایستگاه مترو در خط یک یانگ-یونیورسیتی متروی تورنتو تورنتو، انتاریو، کانادا است. در سال ۱۹۵۴ به عنوان یکی از دوازده ایستگاه اصلی در فاز اول خط یونگ، اولین خط حمل و نقل مترو در کانادا افتتاح شد. تا زمان افتتاح خط دانشگاه در سال ۱۹۶۳، پایانه جنوبی خط بود و امروزه نقطه عطف خط U شکل است. همراه با ایستگاه اسپادینا، یکی از دو ایستگاهی است که در طول شب برای پشتیبانی از مسیرهای تراموا در اواخر شب باز است.
ایستگاه یونیون در خیابان فرانت (تورنتو) بین بخش‌های خط خیابان یانگ و خیابان یونیورسیتی (تورنتو) واقع شده‌است.